# Licuala glaberrima
Licuala glaberrima är en enhjärtbladig växtart som beskrevs av François Gagnepain. Licuala glaberrima ingår i släktet Licuala och familjen Arecaceae. Inga underarter finns listade i Catalogue of Life.